# Camilla Gentili
Camilla Gentili (ur. w drugiej połowie XV wieku, zm. 26 lipca 1486) – włoska błogosławiona Kościoła katolickiego.

## Biografia
Posłuszna z woli rodziny wyszła za mąż za Battistę Santucci pochodzącego ze szlacheckiej rodziny, który był kłótliwym i gwałtownym człowiekiem. Pewnego dnia w 1482 Battista Santucci zamordował jej krewnego Pierozzo Grassi. Camilla zainterweniowała w sprawie męża i ocaliła mu życie, lecz Battista zabronił jej kontaktów z matką, gdy odkrył jej tajne spotkania dźgnął ją nożem w gardło i serce. Po śmierci została pochowana w kościele Santa Maria del Mercato. Beatyfikował ją papież Grzegorz XVI 15 stycznia 1841.